# Mir Iskusstwa

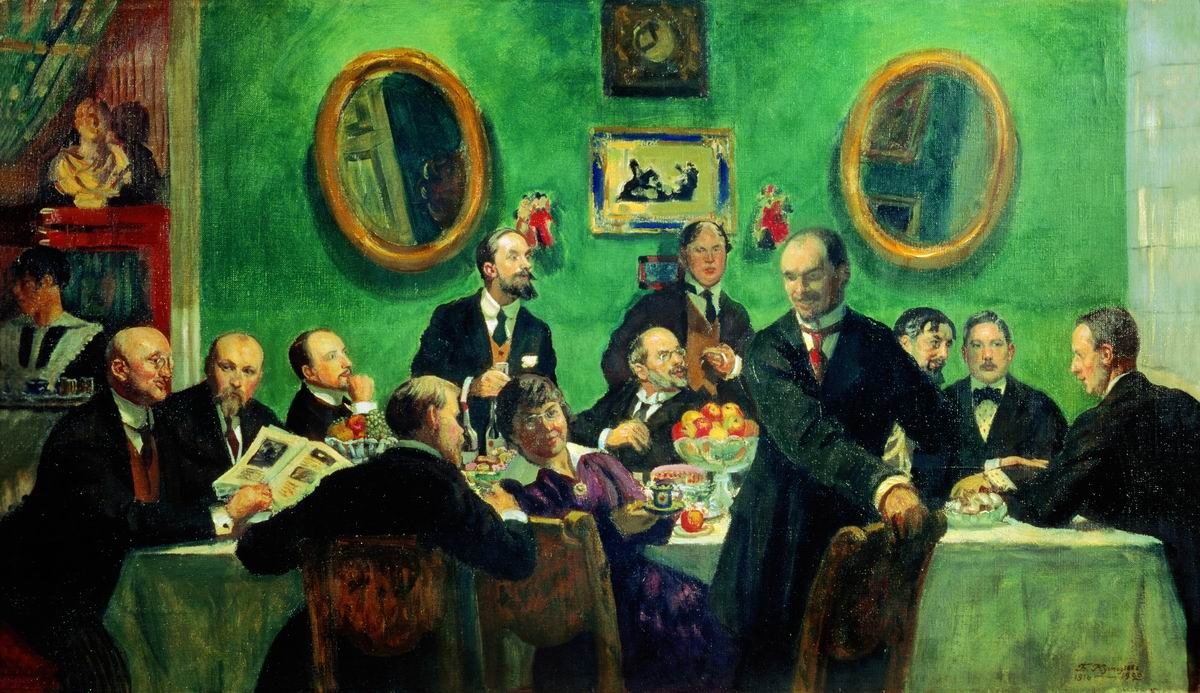
Boris Kustodijew: Gruppenporträt der „Mir Iskusstwa“ (1916–1920), Russisches Museum

Mir Iskusstwa (russisch Мир искусства; deutsch Welt der Kunst) war eine Ausstellungsvereinigung von Künstlern Ende des 19. Jahrhunderts in Russland und der Name einer Zeitschrift, die von 1899 bis 1904 von den Mitgliedern der Vereinigung unter Leitung von Sergej Djagilew herausgegeben wurde. Als künstlerische Strömung beeinflusste Mir Iskusstwa das kulturelle Leben in Russland im ersten Jahrzehnt des 20. Jahrhunderts.

## Geschichte
Als Vorläufer der Mir Iskusstwa gilt die Sewerny Westnik. Gründer waren der Künstler Alexander Benois und der Theaterschaffende Sergej Djagilew. Zu den Mitgliedern stießen bald die Künstler Léon Bakst, Mstislaw Dobuschinski, Jewgenij Lansere, Anna Ostroumowa-Lebedewa und Konstantin Somow.
Eng verbunden mit der Zeitschrift waren Iwan Bilibin, Alexander Golowin, Igor Grabar, Konstantin Korowin, Boris Kustodijew, Nicholas Roerich, Walentin Serow, Michail Wrubel, Isaak Lewitan sowie Michail Nesterow.

### Vorhaben

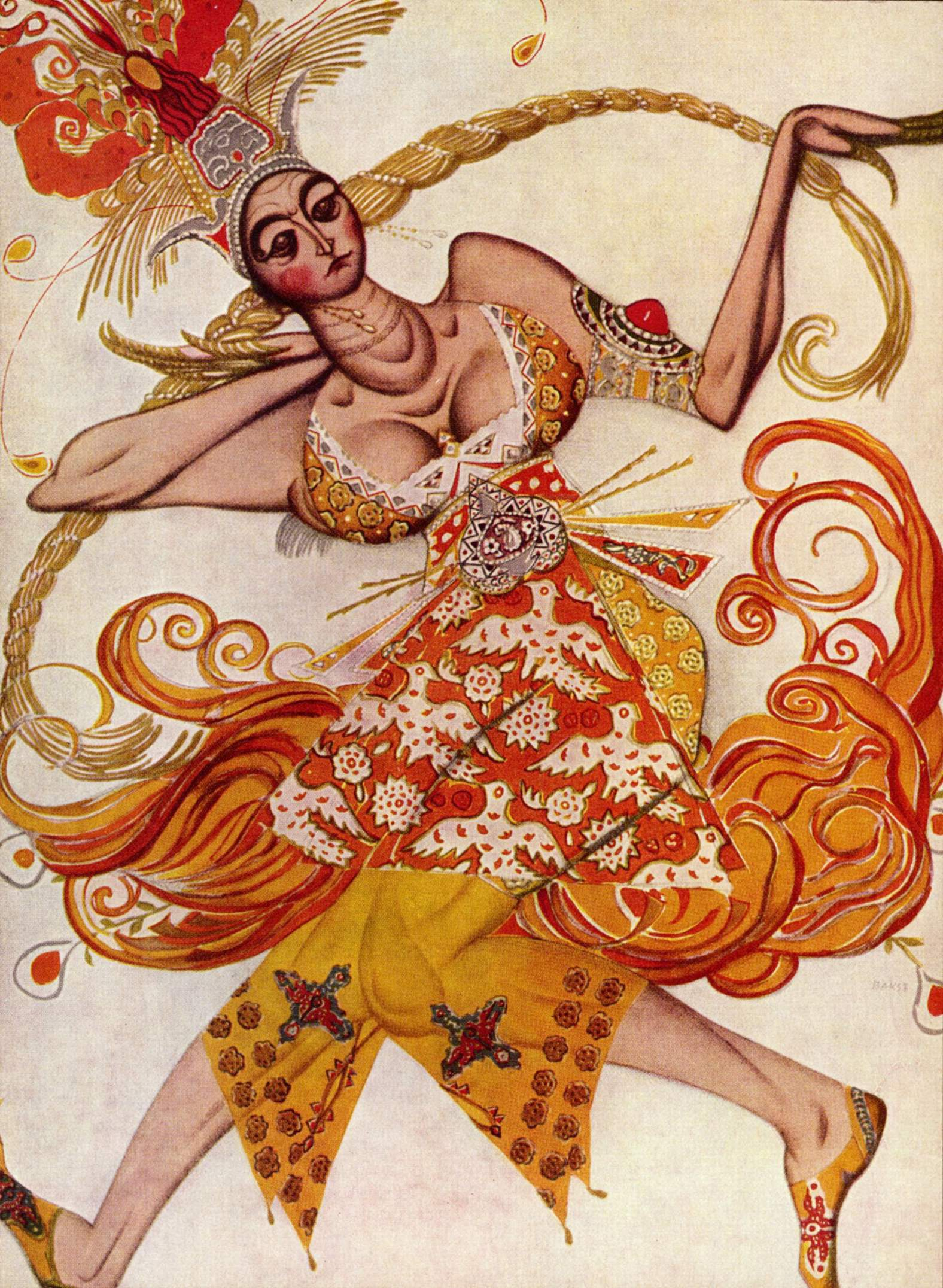
Léon Bakst: Ballettfigurine zum „Feuervogel“ (1910; Wasserfarben auf Papier, 25 × 18 cm)

Ziel der Vereinigung war es, Kunststandards der veralteten Schule der Peredwischniki aufzugreifen und gleichzeitig die künstlerischen Eigenheiten und Prinzipien des Art Nouveau zu fördern. Wie die Vertreter der Romantik ihrer Zeit, setzten sich die Mitglieder von Mir Iskusstwa für das Verständnis und die Wahrung vergangener Kunstepochen ein, insbesondere der traditionelle Folklore und der Kunst des 18. Jahrhunderts.
Die auf die Vergangenheit zielenden Projekte wurden oft auf humoristische Art und im parodistischen Sinn verfolgt. Medial bediente man sich lichter, luftiger Effekte in Wasserfarben und Gouache in Verbindung mit lebensgroßen Ölgemälden. Um die Publikumswirksamkeit zu erhöhen, wurden Haushaltsgegenstände und Bücher gestaltet. Bakst und Benois revolutionierten die Theaterrequisiten mit ihren Ausgestaltungen von Kleopatra (1909), Karneval (1910), Petruschka (1911) und L'après-midi d'un faune (1912) nach Claude Debussy.

### Wirken
Die Blütezeit der Vereinigung erstreckte sich über den Zeitraum von 1900 bis 1904 – in dieser Zeit bestand Konsens über die Einheit der ästhetischen und ideologischen Prinzipien. Die Künstler veranstalteten zwischen 1899 und 1903 jährliche Ausstellungen, wobei sie auch neue organisatorische Formen entwarfen und sich publizistisch betätigten. Dadurch, dass Mir Iskusstwa junge talentierte Künstler präsentierte, gewannen sowohl die Vereinigung als auch die Zeitschrift einen großen Einfluss auf die Entwicklung der Professionalität russischer Maler und Grafiker zu Beginn des 20. Jahrhunderts.
Nach 1904 vergrößerte sich die Vereinigung und verlor ihren Zusammenhalt. Aus Geldmangel musste die Zeitschrift Mir Iskusstwa 1904 eingestellt werden. In der Zeit von 1904 bis 1910 trat die Mehrheit der Mitglieder der Bewegung der Mir Iskusstwa der Vereinigung russischer Künstler bei. Seit 1909 trugen viele der Miriskusniki, wie die Mitglieder der Bewegung genannt wurden, zur Verbreitung der Ballets Russes und deren in Paris gastierenden Ensembles bei. Nach der Oktoberrevolution bestand die Gruppe bis zu einer letzten Ausstellung 1924 allerdings ohne nennenswerten Einfluss; der Versuch einer Erneuerung mit einer Ausstellung 1927 in Paris blieb erfolglos.

## Die „Internationale Bilderausstellung“

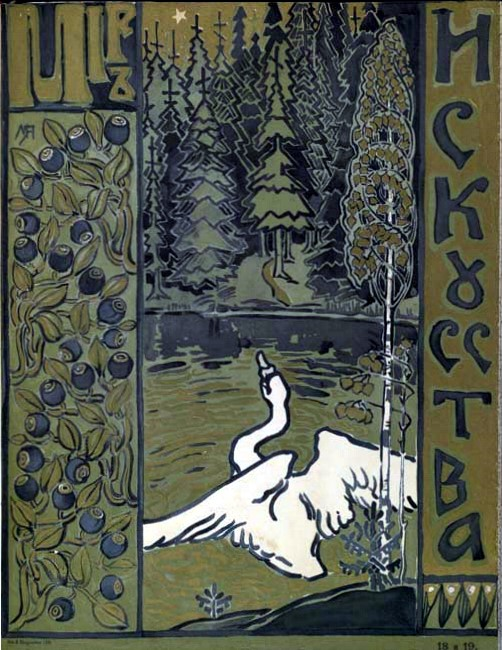
Titel der Mir Iskusstwa (1899) von Marija Jakuntschikowa

Bevor die internationale Ausstellung der Zeitschrift Mir Iskusstwa im Jahr 1899 zustande kam, hatte Sergej Djagilew einige Monate lang Europa bereist. Er besuchte private Sammlungen und Ateliers der Künstler, kaufte Bilder und vermittelte den Ankauf in private Sammlungen Russlands. Den Transport des größeren Teils der Werke nach St. Petersburg ermöglichten die Kunstmäzene Fürstin Marija Klawdijewna Tenischewa und Sawwa Momontow, die ab 1898 die Mir Iskusstwa zu gleichen Teilen finanzierten.
Die Ausstellung wurde am 22. Januar 1899 in den Räumen des privaten Museums, dem späteren „Stieglitz-Museum der angewandten Kunst“ in Sankt Petersburg, von Baron Alexander von Stieglitz eröffnet. Im Ausstellungskatalog, der zugleich die zweite Ausgabe der Zeitschrift Mir Iskusstwa war, wurden 61 Künstler sowie 322 Bilder und Zeichnungen aufgeführt. Gezeigt wurden unter anderem Bilder von James McNeill Whistler, den Franzosen Albert Besnard, Edgar Degas, Claude Monet, Pierre-Auguste Renoir, Gustave Moreau und Pierre Puvis de Chavannes. Aus Deutschland zeigte die Ausstellung Gemälde von Franz von Lenbach und Max Liebermann. Die Schweiz wurde von Arnold Böcklin, Italien von Giovanni Boldini, Belgien von Leon und Finnland von Akseli Gallen-Kallela vertreten. Von der russischen Kunst zeigte man Werke von Léon Bakst, Alexander Benois, Konstantin Somow sowie Apollinarij Wasnezow, Alexander Golowin und Jelena Polenowa.